# 紅眼魚
紅眼魚（學名：Scardinius erythrophthalmus）是紅眼魚屬下的一種遠洋帶底棲淡水魚，廣泛分佈於欧洲及中亚地區的淡水水域中。因為與湖擬鯉很相似而常被混淆。本魚頭部背面輪廓直或稍凸，吻部向前，尖端位於或略高於眼睛中部的水平，從側面觀察時，眼睛接近頭部背面輪廓，下顎在眼前緣前方的關節，頭部和身體壓縮，頭部寬度13-14% SL，頭長24-28% SL，尾柄深度為其長度的1.5-2.0倍，11-12% SL，所有鰭呈紅色調，腹鰭深紅色，長度可達45—50（18—20英寸），壽命可達19年。

## 人工引入
紅眼魚的食譜很廣，而生存能力也很強。當1960年代紅眼魚被非法引入新西蘭時，這種魚迅速在該國水系中蔓延起來，幾乎摧毀了當地的生態系統。除了新西蘭，本物種亦被引進了愛爾蘭、美國、摩洛哥、马达加斯加、挪威、突尼西亞、加拿大及西班牙；而在美國亦至少曾在下列各州出現（可能並不完整）：亚拉巴马州、阿肯色州、科羅拉多州、康乃狄克州、伊利诺伊州、印第安纳州、堪薩斯州、麻薩諸塞州、缅因州、密蘇里州、內布拉斯加州、新泽西州、紐約州、奧克拉荷馬州、宾夕法尼亚州、南达科他州、德克萨斯州、佛蒙特州、弗吉尼亚州、西維吉尼亞州、威斯康辛州。

## 擴展閱讀
- . ITIS.   [19 March 2006].

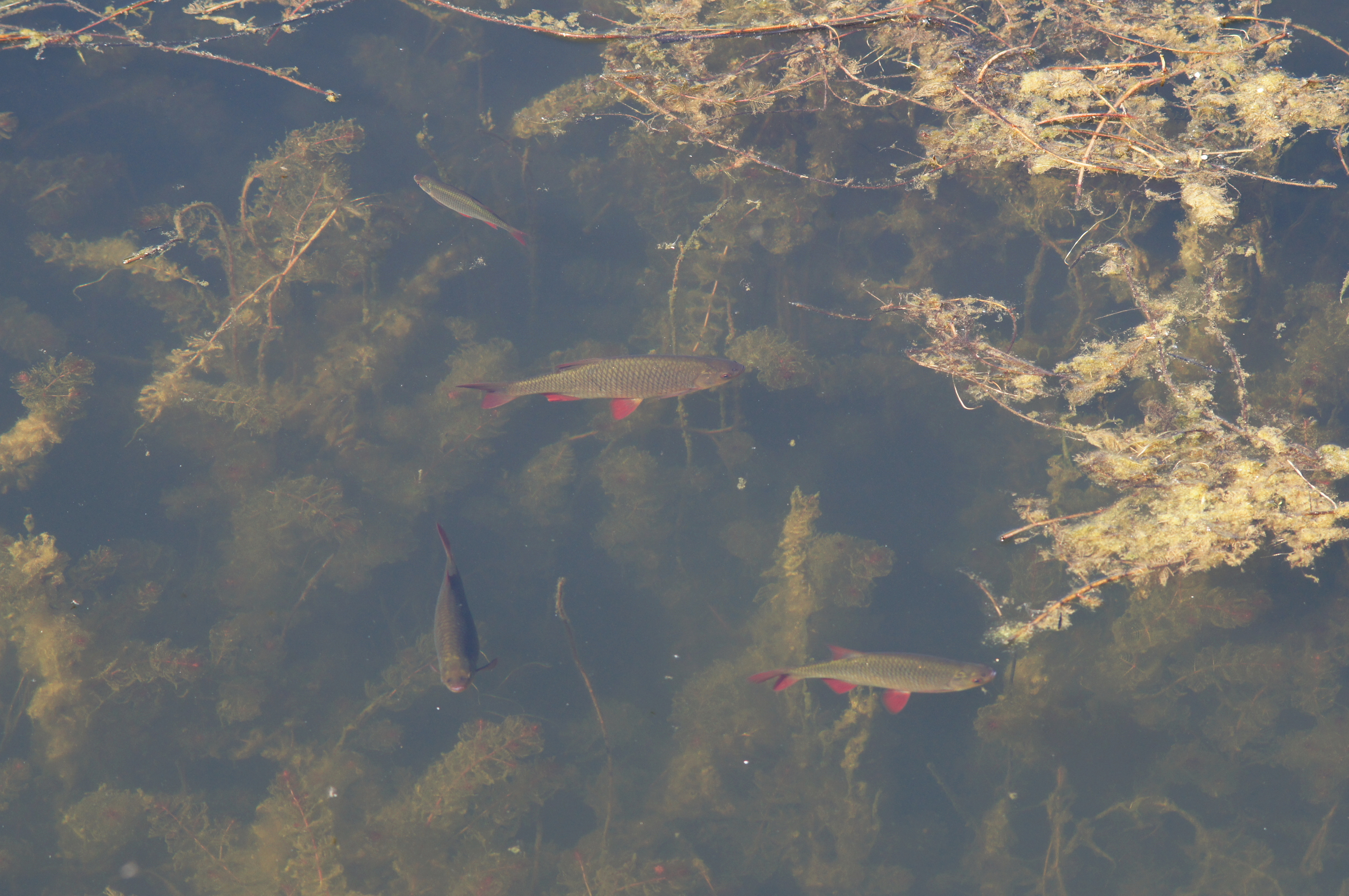
自然環境中的紅眼魚

- Froese, R. & Pauly, D. (eds.) (2006). Scardinius erythrophthalmus. FishBase. Version 2006-04.

## 外部連結
- Rudd at the 新西蘭環保局（英语：Department of Conservation (New Zealand)）